# Освальд, Рихард
Рихард Освальд (нем. Richard Oswald, при рождении нем. Richard W. Ornstein; 5 ноября 1880, Вена — 11 сентября 1963, Дюссельдорф) — австрийский продюсер, режиссёр, сценарист.

## Биография
Родился в Вене 5 ноября 1880 года. Поначалу его заинтересовала актёрская карьера, что привело его на сцену венских театров. В 1914 году дебютировал в качестве кинорежиссера фильмом «Иван Кошула».
В 1916 году основал собственную фирму Richard Oswald-Film GmbH. Опробовал практически все жанры. Работал с Вернером Краусом, Лупу Пиком и Райнхольдом Шюнцелем, открыл для кино Лию де Путти и Конрада Фейдта.
Освальд считается основоположником так называемого просветительского фильма. В конце Первой мировой войны при участии сексолога Магнуса Хиршфельда он посвятил себя таким табуизированным темам, как аборт и распространение венерических заболеваний в фильме «Да будет свет!» (1917/18) или гомосексуальность в фильме «Не такой как все» (1919).
В 1933 году после прихода к власти национал-социалистов Освальд, будучи евреем, покинул Германию. С женой и двумя детьми он эмигрировал через Австрию, Францию, Нидерланды и Англию в США, куда приехал в ноябре 1938 года.
В его последнем фильме «Обаятельный мошенник» (1949), малобюджетной экранизации одноименной повести Бальзака, снимались такие звёзды, как Чарльз Рагглз, Алан Моубрей и Бастер Китон.
В 1962 году Освальд посетил Германию. Навестив своих родственников в Дюссельдорфе, он поехал в Рим, где его сын Герд снимал фильм. Там он серьезно заболел. Жена Кете привезла его в Дюссельдорф, где он умер 11 сентября 1963 года.
Супруга — актриса Кете Освальд (1890—1985), сын — американский режиссёр Герд Освальд (1919—1989), дочь — актриса Рут Освальд (1913—1963).

## Избранная фильмография
- 1916 — Ночь ужаса
- 1919 — Не такой как все
- 1919 — Вокруг света за 80 дней
- 1919 — Зловещие истории
- 1920 — Ночные фигуры
- 1949 — Обаятельный мошенник